# Odznak za zranění (Bulharsko)
Odznak za zranění (bulharsky: Знак за раняване) byl bulharský čestný odznak založený carem Borisem III. roku 1942. Udílen byl za zranění příslušníkům bulharských ozbrojených sil během druhé světové války. Mohl být udělen i posmrtně a předán pozůstalým po oceněném vojákovi. Po druhé světové válce přestalo být vyznamenání udíleno.

## Insignie
Odznak sestával z oválného, uzavřeného, prolamovaného stříbrného věnce, jehož pravá polovina měla podobu dubových listů a levá polovina podobu vavřínových listů. V horní části se části věnce spojovaly v bulharské koruně. Ve spodní části věnce byla stuha s nápisem v cyrilici ЗА БЪЛГАРИЯ (za Bulharsko). Uprostřed odznaku byl zlatý bulharský lev, jehož levá tlapa spočívala na štítu s číslem, které udávalo počet zranění. Pravá přední tlapa spočívala na ocelové přilbě bulharských ozbrojených sil. Lev byl položen na světle modře smaltovaný kříž. Celý ústřední motiv se nacházel na červeném pozadí.
V případě že byl odznak udělen pozůstalým jejichž syn zemřel v důsledku zranění, byl kříž černě smaltovaný. V takovém případě také nebylo na štítu číslo, ale černý náhrobní kříž.
Odznak byl nošen nalevo na prsou vyznamenaného vojáka nebo na klopě pokud byl nošen pozůstalými.